# Herbert Marshall
Herbert Marshall, nato Herbert Brough Falcon Marshall (Londra, 23 maggio 1890 – Beverly Hills, 22 gennaio 1966), è stato un attore britannico.
Interpretò una vasta ed eterogenea gamma di personaggi, dall'eroe romantico fino al più spietato e freddo degli anti-eroi.

## Biografia
Nacque in Inghilterra da Percy F. Marshall e da Ethel May Turnercon. Dopo essersi diplomato al St. Mary's College di Harlow, lavorò per un certo tempo come commesso in un negozio.

### La guerra
Dopo il debutto in teatro nel 1911, allo scoppio della prima guerra mondiale si arruolò nel reggimento dei London Scottish, dove prestò servizio al fianco di altri celebri commilitoni, grandi attori britannici del calibro di Basil Rathbone, Ronald Colman e Claude Rains. Al fronte fu gravemente ferito ad una gamba durante la battaglia della Somme (1916); l'arto gli venne amputato e sostituito con una protesi in legno che Marshall tenne sempre nascosta durante tutta la sua lunga carriera di attore.
Al termine del conflitto ritornò a recitare nel circuito teatrale di Londra, dove avrebbe continuato per ben vent'anni; nel frattempo fece il suo esordio nel cinema nel 1927 nella pellicola Mumsie di Herbert Wilcox, che rimarrà l'unico film muto interpretato da Marshall. Nel 1930 recitò in Omicidio!, uno dei film girati in Gran Bretagna da Alfred Hitchcock, nella parte di un giurato pentito che, dopo aver contribuito a far condannare a morte una donna, la salva dopo una incalzante indagine.

### A Hollywood
Ormai vicino alla quarantina, Marshall si trasferì a Hollywood, dove ottenne una piccola parte nella pellicola The Letter (1929) di Jean de Limur, che avrebbe interpretato nuovamente nel remake Ombre malesi (1940), al fianco di Bette Davis, per la regia di William Wyler. Grazie alla sua voce profonda e alle sue ottime doti di dizione, Marshall fu attivo in numerosissime pellicole durante tutti gli anni trenta, recitando al fianco di grandissime star. Nel 1931 si stabilì definitivamente a Hollywood, raggiungendo in maniera stabile l'attrice statunitense Edna Best, che aveva sposato il 26 febbraio 1928 e dalla quale divorzierà il 7 febbraio 1940.
A questo periodo appartengono le sue interpretazioni più famose e popolari, in film quali Mancia competente (1932) di Ernst Lubitsch, Venere bionda (1932) di Josef Von Sternberg, al fianco di Marlene Dietrich, nella parte di suo marito.
A partire dagli anni quaranta, Marshall offrì interpretazioni più drammatiche in film quali Il prigioniero di Amsterdam (1940), seconda pellicola hollywoodiana di Hitchcock, in cui impersona un attivista pacifista che in seguito si rivela un agente segreto a capo di un complotto ordito da una potenza straniera, identificabile con la Germania nazista. Dopo Ombre malesi, fu nuovamente al fianco di Bette Davis in Piccole volpi (1941). Altra intensa interpretazione fu quella di Scott Chavez nel celebre western Duello al sole (1946) di King Vidor.
Nel 1947, dopo aver divorziato dalla terza moglie Lee Russell, si sposò con l'attrice Boots Mallory, al fianco della quale rimase fino alla morte di quest'ultima, avvenuta il 1º dicembre 1958.
Negli anni cinquanta le sue apparizioni sul grande schermo furono più sporadiche, contemplando però alcune importanti pellicole di genere fantascientifico prodotte e sceneggiate da Ivan Tors, fra le quali sono da annoverare Esploratori dell'infinito e Attacco alla base spaziale U.S.  di Herbert L. Strock, entrambi del 1954. Dalla fine degli anni '50, Marshall iniziò a comparire nei primi giochi a premio della televisione statunitense, mettendo a frutto la sua lunga esperienza di attore teatrale, e il suo successo televisivo venne coronato con la partecipazione ad alcune serie tv, fra le quali Indirizzo permanente, prodotto dalla Warner Bros., una delle prime serie poliziesche.
Nel 1960 si sposò per la quinta volta con Dee Anne Kaufmann, che rimase al suo fianco fino alla sua morte, avvenuta per un attacco di cuore, il 22 gennaio 1966.

## Filmografia

### Cinema
- Mumsie, regia di Herbert Wilcox (1927)
- The Letter, regia di Jean de Limur (1929)
- Omicidio! (Murder!), regia di Alfred Hitchcock (1930)
- Secrets of a Secretary, regia di George Abbott (1931)
- The Calendar, regia di T. Hayes Hunter (1931)
- Michael and Mary, regia di Victor Saville (1931)
- The Faithful Heart, regia di Victor Saville (1931)
- Venere bionda (Blonde Venus), regia di Josef von Sternberg (1932)
- Mancia competente (Trouble in Paradise), regia di Ernst Lubitsch (1932)
- Evenings for Sale, regia di Stuart Walker (1932)
- Ero una spia (I Was a Spy), regia di Victor Saville (1933)
- The Solitaire Man, regia di Jack Conway (1933)
- Quattro persone spaventate (Four Frightened People), regia di Cecil B. DeMille (1934)
- Quando una donna ama (Riptide), regia di Edmund Goulding (1934)
- Outcast Lady, regia di Robert Z. Leonard (1934)
- Il velo dipinto (The Painted Veil), regia di Richard Boleslawski (1934)
- Le vie della fortuna (The Good Fairy), regia di William Wyler (1935)
- The Flame Wihtin, regia di Edmund Goulding (1935)
- Accent on Youth, regia di Wesley Ruggles (1935)
- L'angelo delle tenebre (The Dark Angel), regia di Sidney Franklin (1935)
- Sarò tua (If You Could Only Cook), regia di William A. Seiter (1935)
- Una moglie ideale (The Lady Consents), regia di Stephen Roberts (1936)
- Till We Meet Again, regia di Robert Florey (1936)
- Forgotten Faces, regia di Ewald André Dupont (1936)
- Collegio femminile (Girls' Dormitory), regia di Irving Cummings (1936)
- Una donna si ribella (A Woman Rebels), regia di Mark Sandrich (1936)
- Make Way for a Lady, regia di David Burton (1936)
- Pronto per due (Breakfast For Two), regia di Alfred Santell (1937)
- Angelo (Angel), regia di Ernst Lubitsch (1937)
- Pazza per la musica (Mad About Music), regia di Norman Taurog (1938)
- Woman Against Woman, regia di Robert B. Sinclair (1938)
- Amore senza domani (Always Goodbye), regia di Sidney Lanfield (1938)
- Zazà (Zaza), regia di George Cukor (1939)
- A Bill of Divorcement, regia di John Farrow (1940)
- Il prigioniero di Amsterdam (Foreign Correspondent), regia di Alfred Hitchcock (1940)
- Ombre malesi (The Letter), regia di William Wyler (1940)
- Avventure di Washington (Adventure in Washington), regia di Alfred E. Green (1941)
- Piccole volpi (Little Foxes), regia di William Wyler (1941)
- Quando le signore si incontrano (When Ladies Meet), regia di Robert Z. Leonard (1941)
- Kathleen, regia di Harold S. Bucquet (1941)
- La luna e sei soldi (The Moon and Sixpence), regia di Albert Lewin (1942)
- Per sempre e un giorno ancora (Forever and a Day), regia di Edmund Goulding e Cedric Hardwicke (1943)
- Aquile sul Pacifico (Flight For Freedom), regia di Lothar Mendes (1943)
- Young Ideas, regia di Jules Dassin (1943)
- The Shining Future, regia di LeRoy Prinz (1944)
- Andy Hardy's Blonde Trouble, regia di George B. Seitz (1944)
- Il villino incantato (The Enchanted Cottage), regia di John Cromwell (1945)
- Il fantasma (The Unseen), regia di Lewis Allen (1945)
- La banda dei falsificatori (Crack-Up), regia di Irving Reis (1946)
- Il filo del rasoio (The Razor's Edge), regia di Edmund Goulding (1946)
- Duello al sole (Duel In The Sun), regia di King Vidor (1946)
- La sfinge del male (Ivy), regia di Sam Wood (1947)
- La muraglia delle tenebre (High Wall), regia di Curtis Bernhardt (1947)
- Il giardino segreto (The Secret Garden), regia di Fred M. Wilcox (1949)
- Il grande avventuriero (Black Jack), regia di Julien Duvivier (1950)
- Delitto in prima pagina (The Underworld Story), regia di Cy Endfield (1950)
- La regina dei pirati (Anne of the Indies), regia di Jacques Tourneur (1951)
- Seduzione mortale (Angel Face), regia di Otto Preminger (1953)
- Esploratori dell'infinito (Riders To The Stars), regia di Richard Carlson (1954)
- Attacco alla base spaziale U.S. (Gog), regia di Herbert L. Strock (1954)
- Lo scudo dei Falworth (The Black Shield of Falworth), regia di Rudolph Maté (1954)
- Il favorito della grande regina (The Virgin Queen), regia di Henry Koster (1955)
- Amare per uccidere (Wicked as They Come), regia di Ken Hughes (1956)
- L'arma del delitto (The Weapon), regia di Val Guest (1957)
- Fascino del palcoscenico (Stage Struck), regia di Sidney Lumet (1958)
- L'esperimento del dottor K. (The Fly), regia di Kurt Neumann (1958)
- College Confidential, regia di Albert Zugsmith (1960)
- Merletto di mezzanotte (Midnight Lace), regia di David Miller (1960)
- Febbre nel sangue (A Fever in the Blood), regia di Vincent Sherman (1961)
- Cinque settimane in pallone (Five Weeks in a Balloon), regia di Irwin Allen (1962)
- Donne inquiete (The Caretakers), regia di Hall Bartlett (1963)
- I cinque volti dell'assassino (The List of Adrian Messenger), regia di John Huston (1963)
- Il terzo giorno (The Third Day), regia di Jack Smight (1965)

### Televisione
- Celebrity Playhouse – serie TV, episodio 1x13 (1955)
- Alfred Hitchcock presenta (Alfred Hitchcock Presents) – serie TV, episodi 2x19-3x39 (1957-1958)
- Avventure in paradiso (Adventures in Paradise) – serie TV, episodi 1x15-1x22 (1960)
- Hong Kong – serie TV, episodio 1x08 (1960)
- Michael Shayne – serie TV episodio 1x15 (1961)
- I racconti del West (Zane Grey Theater) – serie TV, episodio 5x25 (1961)
- Indirizzo permanente (77 Sunset Strip) – serie TV, episodio 6x01 (1963)

### Film e documentari su Herbert Marshall
- Le dee dell'amore (The Love Goddesses) documentario di Saul J. Turell – filmati di repertorio (1965)

## Doppiatori italiani
- Sandro Ruffini in Venere bionda (1° ridoppiaggio), Il velo dipinto, L'angelo delle tenebre, Quando le signore si incontrano, Il giardino segreto, Seduzione mortale
- Augusto Marcacci in Ombre malesi, Piccole volpi, Attacco alla base spaziale U.S., Il favorito della grande regina
- Gaetano Verna in Il filo del rasoio, Duello al sole, Sfinge del male
- Giorgio Capecchi in Lo scudo dei Falworth, Donne inquiete, I cinque volti dell'assassino
- Lauro Gazzolo in Una donna si ribella, Angelo
- Emilio Cigoli in Il prigioniero di Amsterdam, La regina dei pirati
- Renzo Ricci in Quando una donna ama[1]
- Gualtiero De Angelis in L'esperimento del dott. K
- Gino Baghetti in Merletto di mezzanotte
- Giorgio Piazza in Delitto in prima pagina
- Luciano De Ambrosis in Venere bionda (2° ridoppiaggio)
- Pino Locchi in Mancia competente (ridoppiaggio)
- Paolo Ferrari in Piccole volpi (ridoppiaggio)
- Sergio Tedesco in Seduzione mortale (ridoppiaggio)
- Marco Balzarotti in Omicidio! (doppiaggio tardivo)